# Маріо Юрич (футболіст)
Маріо Юрич (хорв. Mario Jurić; нар. 7 серпня 1976, Градачаць, СФРЮ) — боснійський і хорватський футболіст, півзахисник.

## Клубна кар'єра
Хорват за національністю, Юрич народився в Соціалістичній Республіці Боснії та Герцеговини Югославії. Вихованець футбольної школи «Єдинство» (Оджак). На початку 1990-их разом з батьками переїхав до Хорватії, де виступав за клуби «Врапче» (1992—1995), «Інтер» (Запрешич) (1995—1999), «Динамо» (Загреб) (1999—2004), «Шибеник» (2000, в оренді).
Влітку 2004 за 600 тис. євро перейшов до російського «Шинника» (Ярославль). Дебютував у футболці ярославльського клубу 7 серпня 2004 року в нічийному (1:1) домашньому поєдинку 17-го туру російської Прем'єр-ліги проти ФК «Москви». Маріо вийшов на поле на 71-й хвилині, замінивши Сергія Гришина. За два роки в Прем'єр-лізі провів 33 гри.
Другу половину сезону 2006 року Юрич відіграв у клубі «Спартак» (Нальчик). Дебютував у команді з Нальчика 10 вересня 2006 року в програному (0:1) домашньому поєдинку 18-го туру РПЛ проти московського «Локомотива». Маріо вийшов на поле на 82-й хвилині, замінивши Тимура Битокова. Єдиним голом у футболці «Спартака» відзначився на 82-й хвилині нічийного (2:2) домашнього поєдинку 20-го туру проти ФК «Москви». Юрич вийшов на поле на 66-й хвилині, замінивши Романа Концедалова, а на 82-й хвилині отримав жовту картку. Загалом у складі північнокавказького клубу зіграв у РПЛ 6 матчів та відзначився 1 голом (ще 3 поєдинки провів у першості дублерів).
Після повернення до Хорватії виступав за клуби «Шибеник» (2007), «Славен Белупо» (2007—2010), «Істра 1961» (2011).

## Кар'єра в збірній
У січні 2005 року прийняв запрошення виступати за збірну Боснії і Герцеговини, за яку зіграв один матч у 2008 році — 20 серпня проти збірної Болгарії.

## Досягнення

### Особисті
- Найкращий гравець («Шинник»): 2005, 2007